# Dipodomys deserti
Dipodomys deserti là một loài động vật có vú trong họ Chuột bìu má, bộ Gặm nhấm. Loài này được Stephens mô tả năm 1887.